# Schorfheide
För kommunen, se Schorfheide (kommun). För naturreservatet, se Biosfärområdet Schorfheide-Chorin.

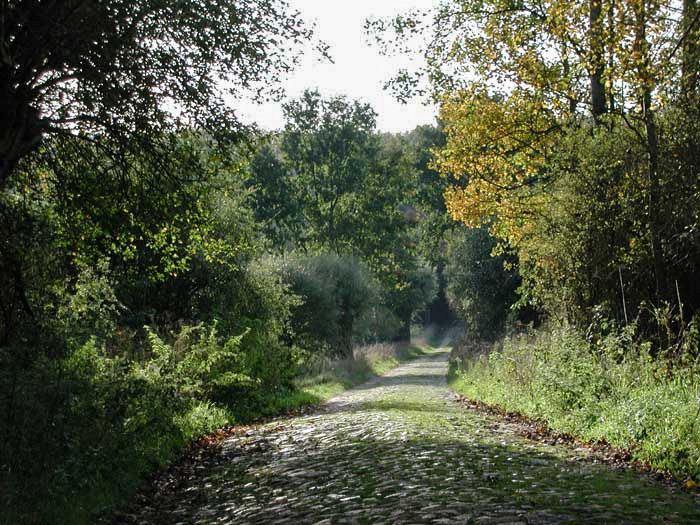
Gammal landsväg genom Schorfheide.

Schorfheide är ett skogsområde i nordöstra delen av förbundslandet Brandenburg, omkring 65 kilometer nordost om Berlin. Området utgör en del av biosfärområdet Schorfheide-Chorin som täcker ett större område i regionen.
Under Nazityskland låg Hermann Görings jaktslott Carinhall i Schorfheide, och området användes även senare av DDR-ledningen som jaktområde. 1990 beslutade Östtysklands demokratiskt valda övergångsregering under Lothar de Maizière att göra området till ett naturreservat, med flera områden avsatta som vildmarksreservat, förbjudna att beträda.